# Fabiana densa
Fabiana densa là loài thực vật có hoa trong họ Cà. Loài này được Remy mô tả khoa học đầu tiên năm 1847.